# 박대승
박대승(1990년 3월 3일 ~ )은 대한민국의 희극인으로, KBS 32기 공채 개그맨으로 데뷔하였다.

## 방송
- KBS2 개그콘서트
  - 〈#인스터디그램〉선생님 역
  - 〈이 와중에〉
  - 〈과한 나라〉
  - 〈악마의 편집〉
  - 〈민상소송〉
  - 〈국제 유치원〉선생님 역
  - 〈2분 드라마〉
  - 〈가짜 뉴스〉
  - 〈던질까 말까〉
  - 〈도티의 개그몬 언박싱〉
  - 〈히든 보이스〉